# Валлійська література

Прапор Уельсу.

Валлійська, уельска або кемрійська література (валл. Llenyddiaeth Gymraeg; англ. Welsh-language literature) — література валлійською мовою. Вона виробляється безперервно з моменту появи валлійської з бритської як окремої мови приблизно в V столітті нашої ери. Найдавнішою валлійською літературою є поезія, яка була надзвичайно складною за формою від найдавніших відомих прикладів — традиція, що збереглася й сьогодні. Услід за поезією в XI столітті з’явилася перша британська прозова література (наприклад, та, що міститься в Мабіногіоні). Валлійська література неодноразово відігравала важливу роль у самоствердженні Уельсу та його народу. Література цією мовою користується високою пошаною, про що свідчить кількість та ентузіазм авдиторії, яка відвідує щорічний Національний Айстеддфод Уельсу (валл. Eisteddfod Genedlaethol Cymru), ймовірно, найбільший фестиваль аматорського мистецтва в Європі, який увінчує літературну премію переможців на гідній церемонії.

## Середньовіччя

### Найдавніші поети
Середні віки мали три етапи. «Найдавніші поети» (валл. Y Beirdd Cynharaf/Hengerdd) писали хвалебні вірші правителям і лордам валлійських династій від Стратклайда до Корнуолла. У XI столітті нормандський вплив і виклик порушили валлійську культуру й мова розвинулась у середньоваллійську.

### Поети принців
Наступний період — «Поети принців» (валл. Beirdd y Tywysogion/Gogynbeirddh), коли валлійські правителі воювали один з одним та англійцями у змінних союзах. Перша прозова література Уельсу була складена в XI столітті.

### Шляхетські поети
Наступним етапом був «Шляхетські поети» (валл. Beirdd yr Uchelwyr). Найдавніша прославлювальна поезія, що збереглася, належить поетам Талієсіну та Анейріну. Поезія прославлення була потужною пропагандою, яка надихала на відданість і мужність теулу, військовому загону чи свиті короля, принца чи лорда. Це поширювало його славу та славу воїнів якомога ширше. Мистецтво було настільки цінним, що барди мали свої ліберальні права, викладені в місцевому законодавстві Уельсу. Найвищі рівні поетичного мистецтва валлійською мовою надзвичайно складні. Барди були надзвичайно організовані й професійні, зі структурованим навчанням, яке тривало багато років. Як клас вони виявилися здатними до адаптації: коли княжі династії закінчилися в 1282 році та валлійські князівства були анексовані Англією, вони знайшли необхідне покровительство наступного соціального рівня, uchelwyr, або земельного дворянства.
Професіоналізм поетичної традиції підтримувався Гільдією поетів, або Орденом бардів, з власною «книгою правил». Ця «книга правил» підкреслювала їхній професійний статус і створення віршів як ремесло. Щоб отримати повну кваліфікацію, поет вимагав дев’яти років навчання. Правила також встановлюють оплату, яку поет міг очікувати за свою роботу – ці виплати змінювалися залежно від того, як довго поет навчався, а також від попиту на поезію в певний час протягом року.
Валлійська література в середні віки також охоплювала значну частину законів, генеалогій, релігійних і міфічних текстів, історій, медичних і гномічних знань і практичних робіт, на додаток до літератури, перекладеної з інших мов, таких як латинська, бретонська або французька. Окрім прози та довшої поезії, література включає характерні Валлійським тріадам, короткі списки, як правило, із трьох елементів, які, очевидно, використовуються як допомога для запам’ятовування.

## XVI-XVII століття
У XVI-XVII століттях в Уельсі, як і в решті Європи, були періодом великих змін. У цей час були закладені політичні, соціальні та економічні основи сучасного Уельсу. Згідно з актами Законів Уельсу 1535-1542 років . Уельс був анексований і повністю інтегрований до Англійського королівства, втративши будь-які залишки політичної чи юридичної незалежності. Політико-релігійне врегулювання Єлизавети I через Акт про одностайність 1559 року зробило Уельс протестантською країною. Це було підкріплено подіями під час і після громадянської війни в Англії. У цей період також почали розвиватися такі галузі промисловості, як видобуток вугілля, видобуток металу для свинцю та виплавка заліза, що призвело до масової індустріалізації наступних століть.

### Занепад Гільдії поетів
З середини XVI століття спостерігається занепад традиції похвал шляхетських поетів. Поетам ставало дедалі важче заробляти на життя — насамперед через незалежні від них соціальні причини. Розпуск монастирів, який став важливим джерелом меценатства для поетів і англізація дворянства в період Тюдорів, прикладом якої є закони Уельсу, означали, що було все менше і менше спонсорів, які бажали або могли підтримувати поетів. Але були й внутрішні причини занепаду: консерватизм Гільдії поетів та Ордену бардів, дуже ускладнював адаптацію до нового ренесанського світу та розвитку друкарства.

### Ренесанс
До 1571 року в Оксфорді було засновано Ісусовий коледж, щоб забезпечити академічну освіту для валлійців і відданість певних осіб, як протестантів, так і католиків, забезпечила те, що валлійська мова стане частиною нового Ренесансу.

#### Перша друкована валлійська книга
У 1546 році була опублікована перша книга, надрукована валлійською мовою — «У цій книзі» (валл. «Yn y llyvyr hwnn») сера Джона Прайса з Брекона. Джон Прайс (1502-1555) — аристократ, важливий державний службовець, служив секретарем Ради Уельсу й маршів, а також був одним з офіцерів, відповідальних за управління розпуском монастирів у цьому регіоні. Також він був ученим, який прийняв новітні ідеї, пов'язані з релігією та освітою: реформи й гуманізм. Відомо, що Джон Прайс був колекціонером рукописів на різні теми, в тому числі з історії та літератури Уельсу.

#### Інші твори
Більшість творів, опублікованих валлійською мовою протягом принаймні наступного століття, мали релігійний характер. Морган Ллуйд, пуританин, писав англійською та валлійською мовами, розповідаючи про свій духовний досвід. Серед інших видатних письменників того періоду — Вавасор Павелл.
У цей період поезія також почала набувати релігійного характеру. Ґвілим П'ю був роялістом і католиком. До цього часу писали як жінки, так і чоловіки, але мало що з їхньої роботи можна ідентифікувати. Кетрін Філіпс із Кардіганського монастиря, хоча й англійка за походженням, більшу частину свого життя прожила в Уельсі та була в центрі літературного гуртка обох статей.

#### Інші гуманісти та вчені
Незабаром після цього почали з’являтися твори Вільяма Сейлзбері. Сейлзбері був палким протестантом і поєднував свої знання з новими релігійними ідеями з континенту. Він переклав Новий Заповіт валлійською мовою і склав англійсько-валлійський словник, серед інших робіт. З іншого боку, Ґрюффадд Роберт був палким католиком, але в тому ж дусі науки опублікував важливу валлійську граматику, перебуваючи у вимушеному вигнанні в Мілані в 1567 році. Величезним кроком вперед як для валлійської мови, так і для її літератури стала публікація у 1588 році повномасштабного перекладу Біблії Вільямом Морґаном.

## XVIII століття
У XVIII столітті тенденція до релігійної літератури продовжувалася і ставала ще сильнішою, оскільки нонконформізм почав закріплюватися в Уельсі. Валлійське методистське відродження, яке спочатку очолювали Хауелл Гарріс і Деніел Роленд, створило не лише проповіді та релігійні трактати, але також гімни та поезію Вільяма Вільямса Пантіцеліна, Енн Ґріффітс та інших. Брати Морріси з Англсі були провідними діячами у створенні лондонських валлійських товариств, їхнє листування є важливою пам'яткою того часу.
Діяльність ряду осіб, у тому числі Томаса Джонса з Корвена та каменяра та літератора Гламоргана Іоло Морганвґа, призвела до заснування Національного айстеддфоду Уельсу та винаходу багатьох традицій, які його оточують сьогодні. Хоча Іоло іноді називають шарлатаном, оскільки багато його «відкриттів» ґрунтувалися на чистому міфі, він також був завзятим колекціонером старих рукописів і, таким чином, виконав послугу, без якої валлійська література була б біднішою. Частина валлійської шляхти продовжувала протегувати бардам, але ця практика поступово вимирала.

## XIX століття
Здебільшого внаслідок промислової революції в XIX столітті відбувся великий приплив людей до долин Південного Уельсу . Всупереч тому, що багато з них були англійцями, деякі намагалися вивчити валлійську мову, щоб інтегруватися в місцеві громади. Зріс попит на літературу у вигляді книг, періодичних видань, газет, поезії, балад і проповідей. Деякі заможніші жителі, такі як леді Шарлотта Ґест, леді Ллановер та інші, активно сприяли тенденції до багатшого культурного життя.
Поети тепер використовували свої бардівські імена, щоб замаскувати свою особистість на конкурсах, і продовжували використовувати їх, коли стали широко відомими. Найвідомішими поетами століття були: Еван Еванс, Джон Блеквелл, Вільям Томас та Джон Сейроґ Г'юз, які виступали під бардівськими іменами — Юан Ґлан Ґейронід, Алун, Ісвін та Кейроґ відповідно.
Роман повільно набирав обертів на території Уельсу. Існували переклади таких творів, як «Хатина дядька Тома», але першим визнаним романістом валлійською мовою був Деніел Оуен, автор «Ріс Льюїс» (1885) та «Енок Г'юз» (1891), серед інших.

## XX століття
Наприкінці XIX, й на початку XX століть валлійська література почала відображати те, як валлійська мова дедалі більше ставала політичним символом. Двома найбільшими постатями в історії літератури цього періоду були Сондерс Льюїс і письменниця та видавниця Кейт Робертс. Льюїс, який виріс у Ліверпулі, був лідером націоналістичного руху, ув'язнений за участь у протестах. Він обрав драму як засіб відстоювати правоту своєї справи. Письменниця Кейт Робертс працювала вчителем і була однією з небагатьох письменників, які жили й писали про Північний і Південний Уельс. Старий сільськогосподарський спосіб життя, який зберігався на більшій частині країни, ідеалізувався багатьма письменниками. Однак більш реалістичну картину фермерських громад Гвінеда між війнами представив Джон Елліс Вільямс (1924-2008) англійською та валлійською мовами. Його спогади з’явилися в громадських газетах, журналі «Countryman», а згодом у м’якій палітурці англійською мовою під назвами «Clouds of Time and other Stories» (1989) і «Rare Welsh Bits» (2000). Вільямс у валлійському видавничому колі Вільямс не був ані науковцем, ані політиком, але прийняв екзистенціалізм у Франції після Другої світової війни та мав активну дружбу та листування з Сімоною де Бовуар. Вільямс у валлійському видавничому колі Вільямс не був ані науковцем, ані політиком, але прийняв екзистенціалізм у Франції після Другої світової війни та мав активну дружбу та листування з Сімоною де Бовуар . У 1940-х роках у Рондді також було створено відому письменницьку групу під назвою «Круг Кадвгана». Рух, який майже повністю писав валлійською мовою, сформований Дж. Ґвіном Ґріффітсом та його дружиною Кете Боссе- Ґріффітс, включав валлійських письменників Пеннара Девіса, Рідвена Вільямса, Джеймса Кітченера Девіса та Ґарета Албана Девіса.
Після відносно спокійного періоду між 1950-1970 роками з 1980-х років почала з’являтися велика кількість романів валлійською мовою, таких авторів, як Алед Ісвін та Анґарад Томос. У 1990-х роках у валлійській прозі спостерігалася чітка тенденція до постмодернізму, особливо помітна в творчості таких авторів, як Вільям Оуен Робертс і Міханґел Морґан.
Тим часом валлійська поезія, яка була на межі застою, здобула нове дихання, оскільки поети намагалися відновити панування над традиційними віршованими формами, частково для того, щоб висловити політичну позицію. Алан Ллвід і Дік Джонс були лідерами в області. Поетеси, такі як Менна Елфін, поступово почали висловлювати свої голоси, долаючи перешкоди бардівського кола, де домінували чоловіки, та його умовностей.